# ТЕ30
ТЕ30 (Тепловоз з Електричною передачею, 30-та модель) — дослідний радянський двосекційний тепловоз, випущений 1961. Створений у зв'язку з постановами Ради Міністрів СРСР від 15 липня 1959 № 639 та від 19 липня 1960 № 743, за якими вимагалося розробити проєкт модернізації тепловозів ТЕ3.

## Конструкція
ТЕ30 — модернізація насамперед з докорінною зміною конструкції кузова. Зовні ТЕ30 був схожий на ранні ТЕ10: такі ж візки, тягові електродвигуни, схема збудження генератора, а також схожий цільнонесний кузов (у ТЕ3 він був з несною рамою). На тепловозі був встановлений дизельний двигун 6Д100, у якого завдяки підвищенню тиску наддуву потужність кожного циліндра була підвищена до 250 к.с., що при потужності як у 2Д100 дозволило зменшити кількість циліндрів з 10 до 8, це в свою чергу знизило масу двигуна з 17,3 до 14 т. Охолодження наддувного повітря здійснювалося за допомогою повітря (на ТЕ3 — водою) в двох стільникових холодильниках. Також був встановлений більш легкий тяговий генератор. Завдяки цьому, дизель-генераторна установка тепловоза ТЕ30 була на 4,5 т легше, ніж у тепловозів ТЕ3.

## Експлуатація
Після побудови ТЕ30-001 випробували до кінця 1961. Того ж року тепловоз був представлений на виставці локомотивів на Ризькому вокзалі в Москві. Після цього тепловоз відправили на Південну залізницю, де він почав експлуатуватися в депо Основа. У порівнянні з тепловозами ТЕ3, тепловоз серії ТЕ30 не давав серйозних переваг, а широке поширення на залізницях більш потужних тепловозів серій 2ТЕ10 зробило його безперспективним. 1978 тепловоз ТЕ30-001 був виключений з інвентарного парку.